# Vrba, Lukovica
Vrba este o localitate din comuna Lukovica, Slovenia, cu o populație de 84 de locuitori.